# Coregonus

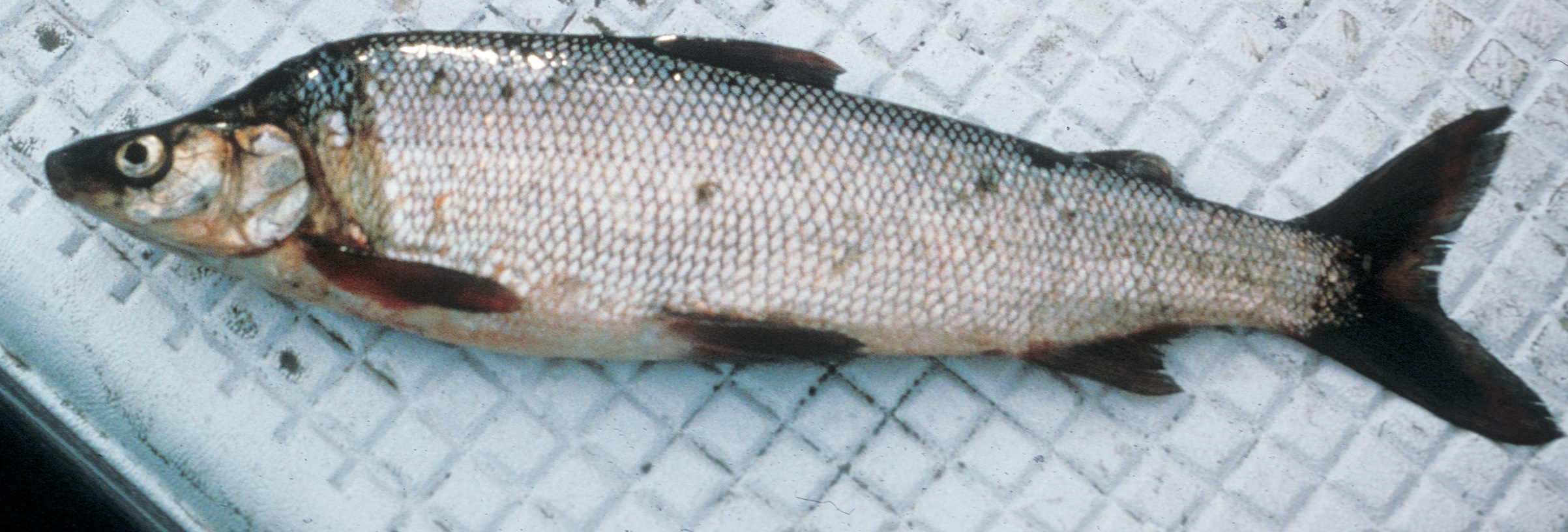
Coregonus pidschian

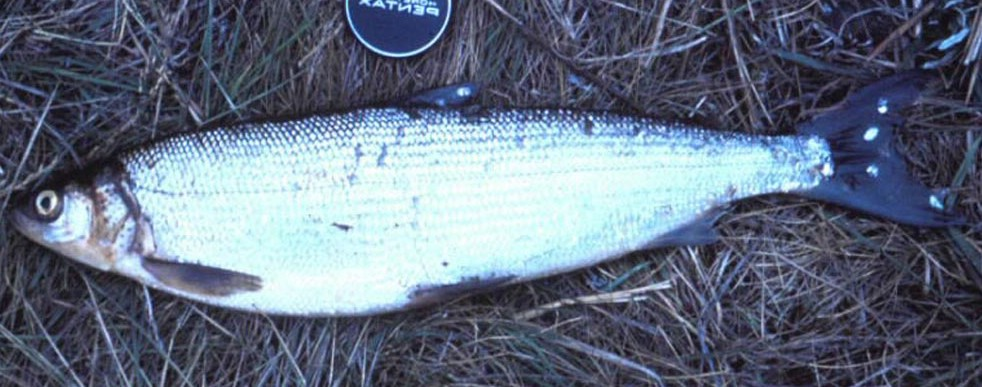
Coregonus sardinella

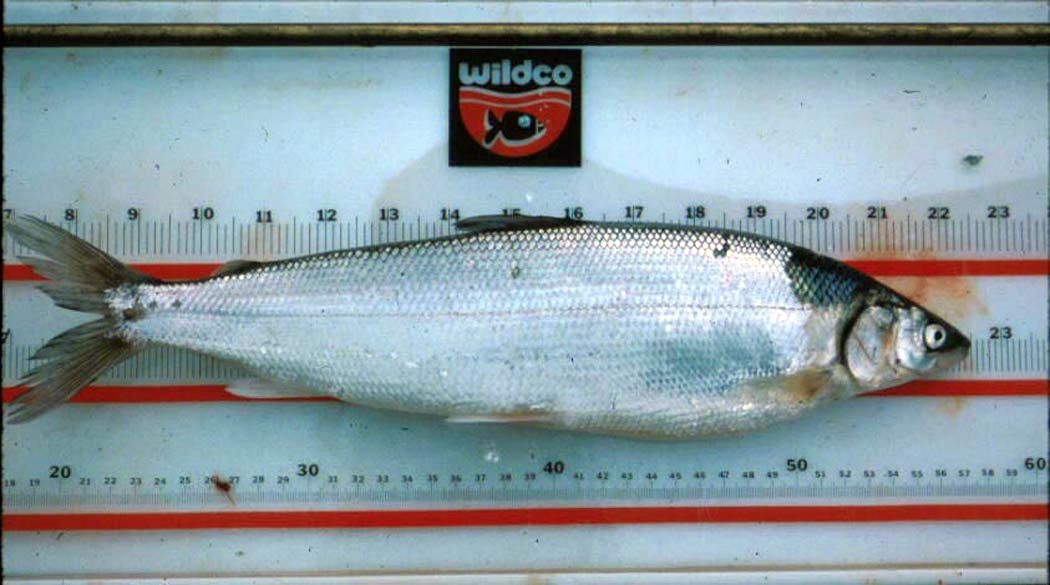
Coregonus autumnalis

Il genere Coregonus Linnaeus, 1758 comprende 74 specie di pesci ossei d'acqua dolce e salmastra comunemente conosciuti come coregoni, appartenenti alla famiglia dei Salmonidae.

## Distribuzione e habitat
Questi pesci sono presenti solo nell'emisfero boreale, soprattutto nelle regioni fredde. In Europa sono presenti nelle zone centrali e settentrionali, molto comuni in Scandinavia e nelle Isole Britanniche. In Italia sono presenti due specie, entrambe introdotte: C.lavaretus o "lavarello" e C.macrophthalmus o "bondella".

La maggior parte delle specie fa vita pelagica nei laghi freddi e poveri di sostanze nutritive (oligotrofici). Alcune specie delle zone più settentrionali sono tuttavia anadrome e vivono in mare.

## Descrizione
I coregoni presentano un corpo fusiforme, piuttosto compresso ai fianchi. Diverse specie hanno una vistosa "gobba" dietro la testa. Le scaglie sono piccole ma più grandi rispetto alle trote. I denti sono molto piccoli o mancano del tutto. Le pinne dorsali sono due, la prima abbastanza grande e trapezoidale, la seconda è una pinna adiposa. Le pinne pettorali sono inserite in basso, le ventrali sono poste abbastanza indietro. La pinna caudale è in genere forcuta.

La colorazione, in tutte le specie, è uniformemente argentea, con ventre bianco.

Le dimensioni variano dai 12 cm di Coregonus fontanae ai 130 cm di Coregonus maraena.

## Riproduzione
Generalmente è invernale. Durante la fregola entrambi i sessi sviluppano tubercoli nuziali.

## Alimentazione
Si nutrono in genere di crostacei planctonici, soprattutto copepodi e cladoceri. Gli esemplari più grandi catturano anche pesciolini.

## Pesca
Le carni di questi pesci sono tra le migliori fra i pesci d'acqua dolce europei e per questo sono insidiate dai pescatori di mestiere con vari tipi di reti. I pescatori sportivi li insidiano con le tecniche della pesca a mosca, della traina e dello spinning ma essi non sono in genere molto propensi ad abboccare. Alcune specie sono importantissime per la piscicoltura. È uno dei pesci tradizionalmente atti alla preparazione dello Steckerlfisch.

## Stato di conservazione
Molte specie sono endemiche di un singolo lago, questo, unito al grande valore delle carni, ha fatto sì che alcune specie si siano estinte e molte altre siano a rischio. Inoltre, visto il largo utilizzo in piscicoltura, molte specie sono state traslocate in laghi diversi da quelli di origine causando fenomeni molto estesi di ibridazione tra specie diverse con conseguenze gravi di inquinamento genetico e di estinzione di specie endemiche.

## Tassonomia
La tassonomia dei pesci di questo genere è estremamente complessa e mal conosciuta anche dagli specialisti. Alcune specie sono state riconosciute specie estinte.

Le specie del genere sono attualmente 74.
- Coregonus albellus Fatio, 1890
- Coregonus albula (Linnaeus, 1758)
- Coregonus alpinus Fatio, 1885
- Coregonus anaulorum Chereshnev, 1996
- Coregonus arenicolus Kottelat, 1997
- Coregonus artedi Lesueur, 1818
- Coregonus atterensis Kottelat, 1997
- Coregonus austriacus C. C. Vogt, 1909
- Coregonus autumnalis (Pallas, 1776)
- Coregonus baerii Kessler, 1864
- Coregonus baicalensis Dybowski, 1874
- Coregonus baunti Mukhomediyarov, 1948
- Coregonus bavaricus Hofer, 1909
- Coregonus bezola Fatio, 1888
- Coregonus candidus Goll, 1883
- Coregonus chadary Dybowski, 1869
- Coregonus clupeaformis (Mitchill, 1818)
- Coregonus clupeoides Lacépède, 1803
- Coregonus confusus Fatio, 1885
- Coregonus danneri C. C. Vogt, 1908
- Coregonus duplex Fatio, 1890
- Coregonus fatioi Kottelat, 1997
- Coregonus fontanae M. Schulz & Freyhof, 2003
- Coregonus heglingus Schinz, 1822
- Coregonus hoferi L. S. Berg, 1932
- Coregonus holsata Thienemann, 1916
- Coregonus hoyi (Milner, 1874)
- Coregonus huntsmani W. B. Scott, 1987
- Coregonus kiletz Michailovsky, 1903
- Coregonus kiyi (Koelz, 1921)
- Coregonus ladogae Pravdin, Golubev & Belyaeva, 1938
- Coregonus laurettae T. H. Bean, 1881
- Coregonus lavaretus (Linnaeus, 1758)
- Coregonus lucinensis Thienemann, 1933
- Coregonus lutokka Kottelat, Bogutskaya & Freyhof, 2005
- Coregonus macrophthalmus Nüsslin, 1882
- Coregonus maraena (Bloch, 1779)
- Coregonus maraenoides L. S. Berg, 1916
- Coregonus maxillaris Günther, 1866
- Coregonus megalops Widegren, 1863
- Coregonus migratorius (Georgi, 1775)
- Coregonus muksun (Pallas, 1814)
- Coregonus nasus (Pallas, 1776)
- Coregonus nelsonii T. H. Bean, 1884
- Coregonus nigripinnis (Milner, 1874)
- Coregonus nilssoni Valenciennes, 1848
- Coregonus nipigon (Koelz, 1925)
- Coregonus nobilis Haack, 1882
- Coregonus palaea G. Cuvier, 1829
- Coregonus pallasii Valenciennes, 1848
- Coregonus peled (J. F. Gmelin, 1789)
- Coregonus pennantii Valenciennes, 1848
- Coregonus pidschian (J. F. Gmelin, 1789)
- Coregonus pollan W. Thompson, 1835
- Coregonus pravdinellus Dulkeit, 1949
- Coregonus reighardi (Koelz, 1924)
- Coregonus renke (Schrank, 1783)
- Coregonus restrictus Fatio, 1885
- Coregonus sardinella Valenciennes, 1848
- Coregonus stigmaticus Regan, 1908
- Coregonus subautumnalis Kaganowsky, 1932
- Coregonus suidteri Fatio, 1885
- Coregonus trybomi Svärdson, 1979
- Coregonus tugun (Pallas, 1814)
- Coregonus ussuriensis L. S. Berg, 1906
- Coregonus vandesius J. Richardson, 1836
- Coregonus vessicus Dryagin, 1932
- Coregonus wartmanni (Bloch, 1784)
- Coregonus widegreni Malmgren, 1863
- Coregonus zenithicus (D. S. Jordan & Evermann, 1909)
- Coregonus zuerichensis Nüsslin, 1882
- Coregonus zugensis Nüsslin, 1882

### Specie estinte
- † Coregonus alpenae (Koelz, 1924)
- † Coregonus fera Jurine, 1825
- † Coregonus gutturosus (C. C. Gmelin, 1818)
- † Coregonus hiemalis Jurine, 1825
- † Coregonus johannae (G. Wagner, 1910)
- † Coregonus oxyrinchus (Linnaeus, 1758)